# Yamay
 (mars 2025).
Yamay est une série littéraire de fantasy écrite par Elisa Villebrun et éditée par Les Editions le Verger des Hespérides.
Elle comporte six tomes illustrés par Victorine Schwebach. La série suit les péripéties de deux adolescents, Natan et Hannah et de leur plongée dans le monde de Yamay, un monde caché derrière les miroirs où ils se retrouvent via leur rêves.
Dans ce monde, ce sont les reflets, prisonniers de notre image le jour, qui prennent le contrôle.
Au fil des années, Natan et Hannah devront affronter leur destin entre les deux mondes, faire des choix décisifs entre le bien et le mal.

## La série
La série est composée de six tomes :
1. Le Monde des reflets
2. Le cavalier de l'apocalypse
3. La révélation du Phénix
4. Le fantôme d'Irehca
5. Le baiser de la mort
6. La légende des héritiers

### Résumés des tomes

#### Le monde des reflets[4]
La veille de sa rentrée dans un nouveau collège en France, Natan rêve d'un monde étrange. Le monde de Yamay lui ouvre ses portes ainsi qu'à Hannah, une jeune fille de sa classe. Ensemble, ils vont apprendre à se connaître, à connaître ce monde et ses mystères, ce monde entre rêve et réalité.

#### Le cavalier de l'Apocalypse[5]
Cette deuxième année commence mal, autant pour Natan, persuadé que son amie l'a trahi, que pour Hannah, qui sous l'emprise du roi Rion ne peut rien lui expliquer. Cette atmosphère tendue va s'accentuer par les projets néfastes du roi Rion et l'apparition de Soroboruo. Cette nouvelle aventure encore pleines d'énigmes les mènera parallèlement vers un peuple étrange détenteur d'un dangereux secret, surement celui pour lequel le roi Rion conserve tous les fils de vie.

#### La révélation duPhénix[6]
Nos deux héros poursuivent leur course effrenée pour la ceinture. Le premier fragment a été remporté par Hannah, désormais la fille du roi Rion. Cette dernière met tout en œuvre pour désensorceler le fil de vie de Natan du pouvoir de son père. Entre les tourments de la vie au collège, ils devront percer le secret du Phénix pour obtenir le deuxième morceau de la ceinture maléfique.

#### Le fantôme d'Irehca[7]
Natan est préoccupé. Hannah le fuit depuis qu'elle est revenue à Saint-Benoît et chez lui, sa mère, la reine Cnalb, le tient à l'écart de tout avec un seul mot à la bouche : son examen final d'Imagami ! De son côté, Hannah paie le prix fort pour avoir trahi son père. Elle revovore de plus en plus souvent au risque de rester coincée dans ses étranges reviver. Où se trouve le 3ème fragment de la ceinture convoitée par le roi Rion? Serait-ce avec le fantôme de la petite Irehca, celle dont l'ombre avale les enfants ? Natan et Hannah devront s'armer de courage pour affronter les défis qui ne manqueront pas de croiser leur chemin.

#### Le baiser de la mort[8]
Toujours prisonniers du transfilage, Natan et Hannah ne peuvent plus s'approcher l'un de l'autre sous peine de perdre la vie. Hannah est persuadée que le seul moyen de se libérer du joug de son père est de désensorceler le fil de Natan. Quant à Natan, aidé par Métis, il cherche sans relâche le secret qui se cache derrière la légende des héritiers. Il ne reste plus qu'un seul fragment à trouver pour réunir la terrible ceinture.

#### La légende des héritiers[9]
Natan se sent terriblement coupable de ce qui est arrivé à Hannah et se perd dans de dangereux reviver au lieu d'affronter la réalité. Pourtant, la situation est cruciale. Doit-il assembler les quatre fragments de la ceinture pour pouvoir vaincre le roi Rion au risque de faire sombrer Yamay tout entier dans le chaos ? Ou doit-il écouter ce que raconte la légende des héritiers et tenter de détruire cette maudite ceinture de façon définitive ?

### Les personnages[10]
Natan de Clare : Natan est un jeune homme qui n'a jamais connu sa mère. Fils de diplomate, son père a toujours fui les questions que Natan se posait sur la disparition de sa femme. Il est déterminé à affronter ce mutisme et les épreuves qui l'attendent.
Hannah Eralced : Traitée de "Chat Boiteux" à cause de sa jambe défaillante, Hannah est moquée de tous. Courageuse et déterminée, elle n'aura de cesse de sortir de l'emprise de son père maléfique. Tout comme Natan, elle ne fait qu'un avec son reflet et peut contrôler ses rêves à Yamay où de nombreuses épreuves l'attendent.
Nicolas/Salocin : Nicolas, meilleur ami de Natan au collège est toujours prêt à faire des bêtises ou les yeux doux à une jolie fille. De l'autre côté, à Yamay, Salocin, chevalier Cnalb, est à l'opposition, très rigoureux. Les différences de caractères entre les deux mondes sont parfois dues à des chocs. Dans son cas, ses problèmes sur sa famille, les Ruelliev y sont peut-être pour quelque chose. Mais il reste un bon ami malgré le fait qu'il ne se souvienne pas toujours de tout ce qui se passe à Yamay.
Nolwen/Newlon : Meilleure amie d'Hannah depuis le primaire, elle la protège des moqueries des autres et est aussi sa confidente. Comme dans le monde réel, Newlon, aussi chevalier Cnalb est drôle et insouciante. Elle a choisie de protéger le prince Natan contre le roi Rion mais elle aime aussi s'occuper des animaux, à l'image de sa mère, notamment des strotors petites bêtes charmantes. Mme Zenitram, elle, préfère les inivini petits serviteurs visibles pour qui sait les voir.
Eve : Reine Cnalb et mère de Natan, son âme a été capturée par les Seiprah. Son fil de vie est détenu par le roi Rion, son ennemi juré. Mariée à Osmond/Dnomso, elle refuse parfois d'accepter la vérité comme le fait que sa meilleure amie et sœur de lait, Htilil, soit tombée amoureuse de Nesen, prince Rion devenu roi.
Htilil/ Lilith : Plus souvent appelée Lily/Ylil, elle est la femme de Nesen, le roi Rion et la mère d'Hannah. Sœur de lait et meilleure amie de Eve, elle est détenue au centre médical CAMAC, victime d'un étrange coma depuis de nombreuses années.
Le roi Rion : Assoiffé de pouvoir, il veut rassembler les morceaux de la ceinture maléfique : Ouroboros (Soroboruo à Yamay) pour étendre sa domination avec son armée de cœurs noirs. Il est l'ennemi que Natan et Hannah devront combattre à Yamay même s'il est le père de cette dernière.
Alexandre/Erdnaxela : Etrange garçon de la même classe que les deux héros de l'histoire, il se souvient de tout ce qui se passe à Yamay. Il semble très attaché à Hannah et prend un malin plaisir à bien le montrer à Natan.
Candice/Ecidnac : Peste du collège, elle s'amuse avec ses copines à se moquer des plus faibles, notamment Hannah. A Yamay, elle est la fille du puissant seigneur des terres rouges.
Les professeurs : Mme Edragal, professeur d’arts plastiques, Mme Evercort, professeur d’anglais, Lord Tiorces, professeur d’histoire, M. Rodnesel, professeur de mathématiques, Mme Uotiov, professeur de français, M. Elurbtet, professeur de sport, M. Idrapoeg, professeur de géographie, Mme Apéfa- Lemno, pionne en chef du collège. Tous seront amené à jouer un rôle important dans cette histoire.
La Eihtyp : Grande prêtresse de Yamay, elle a le chic pour apparaître à n'importe quel moment et pour ne parler qu'en énigmes le plus souvent incompréhensibles.
Maitre Rion : Autrefois au service de la reine Cnalb, ce maitre incontesté des incanta'potions a choisi de rejoindre le roi Rion peut-être pour rester près de sa protégée : Htilil. Il a perdu sa femme et ses enfants pour n'avoir pas voulu obéir au roi Rion.

## L'Univers
La série Yamay alterne entre deux mondes : le monde réel le jour et le monde imaginaire de Yamay où les deux héros plongent chaque nuit. Chaque tome est ainsi une parfaite alternance de chapitres se déroulant alternativement dans chacun de ces deux mondes. La résolution de mystères posés à Yamay peut intervenir dans le monde réel et vice et versa.
La magie à Yamay est liée à la capacité de chacun à créer des créations sorties de son imagination, appelées Imagami.
Il existe cinq classes d’Imagami : les Imagami Objetis, Animalis, Mouvementis, Potionis et Illusionis… pour produire respectivement des objets, des animaux, des mouvements, des incantapotions et tout ce qui n’existe pas.
À Yamay, les fils de vie symbolisent la vie d’une personne. Chaque fil est conservé dans une fiole par les Seriom. Le roi Rion collectionne les fils de vie des âmes qu'il vole pour les donner à manger à la ceinture quand il aura réuni les quatre fragments.

### Les créatures
Les strotors : Les strotors du pays Cnalb sont de charmantes petites bestioles très affectueuses et douées pour les câlins. Ceux du royaume Rion, sont devenus d'horribles petits animaux car leur âme a été aspirée par les Seiprah.

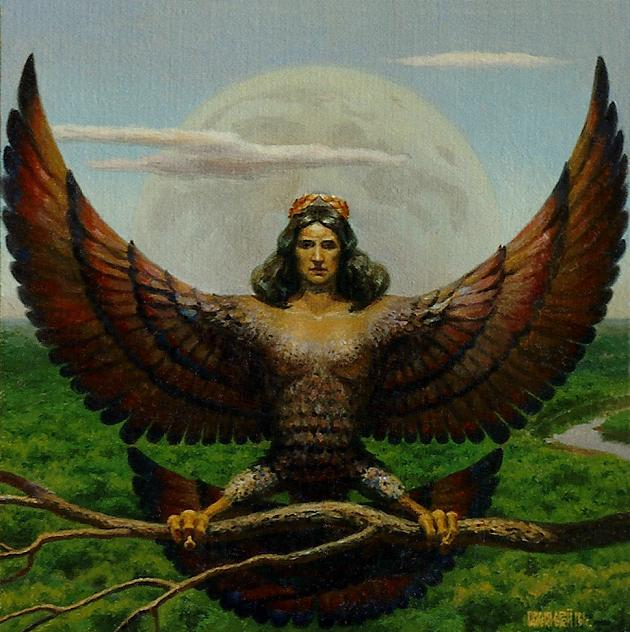
Une des trois Harpies dans la mythologie grecque : Aello, Ocypète, Céléno

Les Seiprah : Au service du roi Rion, ces trois créatures mi-femme, mi-oiseau se chargent de voler les âmes pour leur maître. Ainsi, le roi Rion s'empare du fil de vie de la personne et s'il le coupe, Oella, Etepyco et Onéléc aspirent l'âme de la pauvre personne, celle-ci venant rejoindre le nuage des cœurs noirs. Elles sont les reflets des Harpies de la mythologie grecque.
Les Seriom : Ces trois sœurs s'occupent des fils de vie et chacune a un rôle particulier. La première, Ohtolc, s'occupe de filer les destinées. La deuxième, Sisehcal, les met sur son fuseau et la dernière, Soporta, les coupe. Elles sont les reflets des moires : Clotho (« la Fileuse »), Lachésis (« la Répartitrice ») et Atropos (« l'Inflexible ») de la mythologie grecque.
Les Lunanul : Ils font partie des cinq peuples primitifs de Yamay. Gouvernés par un roi, ces enfants de la lune vivent dans un monde sous terre où seule la lune apparaît comme soleil. Chacun possède sa petite hermine qui lui chuchote des choses que lui seul comprend. Ils s'y amusent beaucoup et cherchent toujours à inviter les habitants de Yamay à venir les rejoindre pour l'éternité.
Les Inivini : peuple primitif de l'ordre à Yamay. Petits serviteurs au château Cnalb et dans les grandes familles, ils ne sont visibles que pour ceux qui s'en soucient assez et ils ont un aspect différent pour chacun. Certains voient des nains de jardins dans des petites automobiles et d'autres des petits chats au pelage argenté. La vision des Inivini est directement liée à l'âme d'une personne. Comme il n'y a pas deux âmes identiques, il n'y a pas deux inivini identiques.
Les Venanev : Ce peuple primitif des vents détient le premier fragment de la ceinture. Chaque être est responsable d'un vent plus ou moins important.
Les Flamalf : Peuple primitif du feu vivant de l'autre côté du lac Rouge que quiconque traverse doit se déposséder, ces êtres sont redoutables. Filles ou garçon, elles attirent les passeurs dans une embrassade folle avant de s'enflammer provocant la mort de celui qui s'y est un peu trop attachée. Pourtant, Natan et Hannah n'y sont pas sensibles… peut-être parce que leur cœur est déjà pris.
Les Kampopmak : Peuple primitif des eaux, les Kampopmak ont une queue d'hippocampe et des ailes de papillons. Elles sont très séduisantes.
Les Mortatrom : Peuple primitif des morts, les Mortatrom détestent qu'on ne rit pas à leurs blagues mais adorent se démembrer pour jouer au bowling avec leurs têtes.
Les cœurs noirs : Personne dont le fil de vie a été coupé et l’âme aspirée définitivement par les Seiprah du roi Rion.
Les reflelfer : ce sont les noms donnés par les reflets à leurs doubles du monde réel.

### L'organisation politique
Le monde de Yamay est régi par deux royaumes : le royaume Cnalb et le royaume Rion qui s'affrontent et se complètent tels le ying et yang. Si les familles de seigneurs du royaume Rion ont peu à peu disparu devant sa folie destructrice, le royaume Cnalb est encore composé de différentes familles de seigneurs.
Ces seigneurs sont des familles de haut rang ayant la responsabilité des terres associées à leur couleur et chargée de gouverner avec la reine Cnalb. Un seigneur de chacune des quatre grandes familles de Yamay (rouge, bleu, rose et jaune) est élu par ses membres pour diriger un secreterces.
Il existe quatre secreterces, assemblée réunissant la famille royale Cnalb et les seigneurs sur un thème particulier. Les seigneurs des terres rouges sont par exemple chargés du secreterces de l’armée.

### L'éducation
À Yamay, tous les enfants suivent les cours d'une école élémentaire d'Imagami ou de précepteurs particuliers jusqu'à l'âge de onze ans. Puis, ils se spécialisent comme chevalier ou poursuivent leurs études dans l'une des nombreuses écoles du royaume Cnalb :
- l’école d’incantapotions ,
- l’institut de coiffocoeur ,
- la srotorsinologie ,
- la pharmacopée,
- l’université des dourêveurs[12]…

### Économie
À Yamay, on paye en fleurs et plus particulièrement en roses. Deux éléments déterminent la valeur de chaque rose :
- sa couleur, les roses blanches et noires ayant la plus forte valeur[13]
- la longueur de sa tige[14]

### Alimentation
À Yamay, derrière le miroir, les goûts sont inversés. Les choux de Bruxelles ont par exemple un goût de bonbon. La reine Cnalb raffole des escargots baveux de chez madame Pétard qui ont tous un goût différent : chocolat, framboise… Natan, par contre, se contente de prendre du thé quand il est à Yamay, n'ayant jamais réussi à s'habituer à l'inversion des goûts.
Les Suc'Années sont des sucettes de diverses formes et couleurs permettant de revenir pendant le temps de la dégustation à l’âge indiqué sur l’emballage. Vendues exclusivement chez le grand apothicaire du royaume Cnalb : Obecalp&Fils.

### Transport
Dans l'univers de Yamay, le principal mode de transport est le cheval. Cependant, les rois et reines peuvent user de moyens de transport magiques et bien plus efficaces :
- La Bullosphère : bulle géante permettant de se déplacer dans les airs en volant (agrémentée de petits coussins en forme de nuage)[16].
- Le Mirabymeur : double miroir permettant de réaliser une mise en abyme de sa propre image et passer ainsi d’un point à un autre de Yamay[14].

### Loisirs
Les Imagamiades sont des compétitions d’Imagami. Le but de la compétition est d'attraper un Inivini propulsé grâce à un canon en utilisant successivement les différentes sortes d'Imagami. Chaque équipe se compose de quatre joueurs :
"Chaque équipe est constituée de quatre joueurs : le « Mouvuom » qui est
chargé de ramener l’Inivini dans notre camp, le « Saisirisias » en
charge de le capturer et de le défendre, le « Potinitop » qui le fait
apparaître et le « Bouffuob » qui doit faire rire les spectateurs en
se déformant dans le miroir."

Le fantôme d'Irehca, Yamay Tome 5, page 218
La victoire se joue à l'applaudimètre (des thermomètres géants affichent les scores). Natan passe son examen général d'Imagami lors d'une Imagamiade.

### Les objets
La série met en scène des objets propres à l'univers grâce à la création de nombreux mots valises :
Un ABSORB’TEMPS est une montre permettant d’absorber le temps grâce à sa chaîne faite des fils de vie des anciens rois et reines Cnalb.
Un DECOR’ACTOR est un objet permettant de refléter le paysage derrière nous sans que nos reflets aient besoin de tout imagamier pour nous renvoyer notre image dans un miroir (c’est tout de même beaucoup moins fatigant pour eux).
La FABRIQUE A NUAGES est une usine de Yamay où sont sculptés les nuages faisant l’objet de commandes spéciales. Il faut avoir au moins obtenu 70% à son examen final d’Imagami et un diplôme de Dourêveur en trois ans pour y travailler.
Une LUMINIS est une boule de lumière noire qui guide son propriétaire. Si l’on tue pour la nourrir, une Luminis permet de retrouver une personne réputée introuvable
Un MIRIM est un miroir permettant au reflet de voir son reflelfer dès que celui-ci se reflète dans une surface réfléchissante de l’autre côté : que ce soit un miroir, une vitre ou une flaque d’eau… Chaque famille a son propre type de mirim : les mirim des seigneurs rouges sont fait avec de l’argent, ceux des seigneurs bleus avec de l’étain, ceux des seigneurs roses avec du zinc et ceux des seigneurs jaunes avec de l’aluminium.
Un MIRORIM est une bulle géante dans laquelle sombre un reflet lorsque son reflelfer se réveille. C’est dans son mirorim (grâce au mirim collé au fond) que le reflet imite les moindres faits et gestes de son reflelfer quand celui-ci se regarde dans une surface réfléchissante.
Une NEIGIEN est une boule contenant de la neige et de l’eau permettant de voir apparaître, quand on la secoue, la personne désirée (ou au choix la tour Eiffel).
Un SAUV’IMAGAMI est une boîte rectangulaire permettant de réduire et de stocker des Imagami afin de pouvoir les réutiliser plus tard sans avoir à les imagamier de nouveau (très pratique).
Une SCULPTUAGE est une sculpture faite en nuage. Réalisées à la fabrique de nuage de Yamay, elles sont enseignées à l’université des Dourêveurs.
Une SECOCES est la dernière seconde qu’on souhaiterait revivre avant de mourir. Se concentrer sur sa secoces permet de démultiplier la puissance de ses Imagami. Une secoces est unique : deux reflets ne peuvent pas avoir la même.
A Yamay, les palindromes ne s'accordent pas, refusant de ne plus se refléter sur eux-mêmes.

### Les actions
La série met en scène des actions propres à l'univers :
ASCENFILAGE : Méthode légendaire rendant soi-disant possible de créer un fil de vie grâce aux fils de vie ascendants. Technique non prouvée scientifiquement.
IMAGAMIER : créer des imagami.
MIRPASSER : Passer un objet de Yamay au monde réel et vice et versa.
(SE) MIRABYMER : Passer d’un point à un autre de Yamay grâce à deux mirabymeurs (c’est beaucoup plus compliqué que ça en a l’air).
REVOROVER : Rêver dans ses rêves (acte dangereux pouvant porter à conséquence, à ne pas réaliser chez soi sans la surveillance d’un adulte).
REVIVER : Un rêve dans un rêve.
TELEREVER : Transporter son esprit dans un autre endroit grâce à un objet ensorcelé sans que son corps ne se déplace.
TRANSFILER : Transférer l’énergie de son fil de vie vers un autre fil de vie.

## Analyse

### Jeux de mots et figures de style
Derrière le miroir, le roman joue avec les mots, faisant découvrir aux jeunes lecteurs les notions de palindromes (les mots qui se lisent dans les deux sens de lecture comme Yamay) et d'anacycliques (les mots qui révèlent d’autre mots quand on les lit à l’envers).
Tout au long de la série, l'auteur joue avec les lettres et les mots :

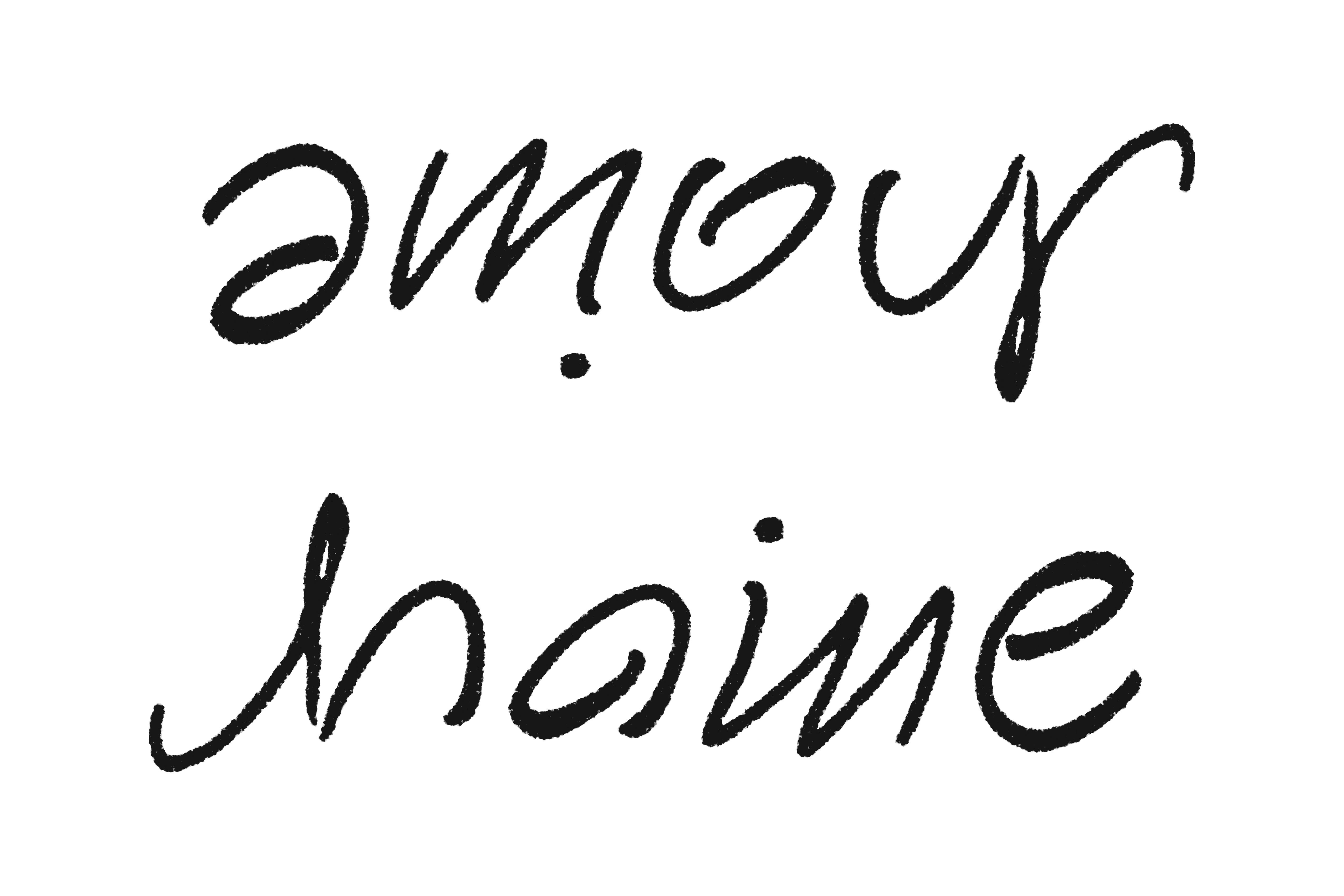
Ambigramme amour/haine

- Le premier tome de la série contient une phrase palindromique donnant une indication sur la fin du sixième tome.
- Toutes les créatures inventées à Yamay sont des palindromes : srotors, flamalf, lunanul... tandis que les figures empreintes à la mythologie sont des anacycliques : les Seriom/Moires, les Seiprah/Harpies, Irehca/Acheri, Hgromis/Simorgh, Soroboruo/Ouroboros...
- Tous les personnages du monde réel ont leurs pendants à Yamay, dont le nom est un anacyclique du leur, sans que les personnalités ne se confondent : Nicolas/Salocin, Nolwen/Newlon, Alexandre/Erdnaxela... Seuls les héritiers (Natan, Hannah, Eve, Nesen...) se confondent avec leur propre reflet, particularité qui se retrouve dans leur nom palindromique : dans un sens comme dans l'autre, dans la réalité comme derrière le miroir, ils sont les mêmes. Ambigramme amour/haine

Le premier tome de la série fait également appel à des figures graphiques telles que les ambigrammes dont la représentation suscite une double lecture, interrogeant ainsi par l'image les thèmes de la série : l'ambivalence entre l'amour et la haine, le destin, le devoir…

### Jeux de nombre et récurrence des chiffres dans la série
Les nombres ont une place importante dans la série, pendant chiffré des jeux de mots et figures de style.
Tout au long de la série, l'auteur joue avec à plusieurs reprises :
- Chaque tome contient trente-trois chapitres, formant un ensemble de cent-quatre-vingt-dix-huit chapitres, chiffre repris à plusieurs occasions dans la série :
  - Le nombre 198 est régulièrement abordé par la grande prêtresse, la Eihtyp pour aider Natan à comprendre ce que Soroboruo attend de lui.
  - Le 19 août, 19/8, est une date importante dans l'épilogue du tome 5, "Le baiser de la Mort", tout comme la durée de cent-quatre-vingt-dix-huit secondes.
- Les trois premiers mots du premier tome ("Ensemble. Heureux, simplement.") sont les mêmes, inversés, que les trois derniers mots du sixième tome ("simplement, heureux. Ensemble.") reformant ainsi le chiffre clé "33", cent-quatre-vingt-dix-huit chapitres plus tard.
- De nombreuses dates choisies par l'auteur sont des dates palindromiques :
  - La naissance de Natan et d'Hannah, le 10/02/2001.
  - Le jour de la disparition des héritiers de Yamay, le 20/02/2002.

### Empreints à la mythologie
La série fait référence à différents mythes à travers ses personnages, ses figures emblématiques et les éléments de sa quête.
- Mythologie grecque à travers les personnages :

1. La Pythie grecque
2. L'Ouroboros
3. Les Harpies
4. Les Moires

- Mythologie chrétienne à travers les quatre Cavaliers de l'Apocalypse dans le tome 2
- Mythologie persane à travers la figure du phénix Simorgh dans le tome 3
- Mythologie amérindienne à travers le personnage d'Acheri dans le tome 4
- Mythologie irlandaise à travers le peuple des Mortatrom, inspiré des Dullahan dans le tome 5

## Interventions auprès du jeune public sur la série
L'auteure Elisa Villebrun entretient de nombreux contacts avec ses lecteurs à travers des lectures ou des jeux littéraires dans les écoles et institutions publiques : école primaire, collège et lycée, ou à l'Institut Français.
Notice bibliographique
- « BnF Catalogue général », sur bnf.fr, le Verger des Hespérides (Nancy), 2020 (consulté le 31 décembre 2023)
- « BnF Catalogue général », sur bnf.fr, le Verger des Hespérides (Nancy), 2019 (consulté le 31 décembre 2023)
- « BnF Catalogue général », sur bnf.fr, le Verger des Hespérides (Nancy), 2021 (consulté le 31 décembre 2023)
- « BnF Catalogue général », sur bnf.fr, le Verger des Hespérides (Nancy), 2022 (consulté le 31 décembre 2023)
- « BnF Catalogue général », sur bnf.fr, le Verger des Hespérides (Nancy), 2022 (consulté le 31 décembre 2023)
- « BnF Catalogue général », sur bnf.fr, le Verger des Hespérides (Nancy), 2022 (consulté le 31 décembre 2023)
- https://www.ricochet-jeunes.org/auteurs/elisa-villebrun
- http://www.editionslevergerdeshesperides.com/HESPERIDES_WEB/FR/Fiche_Collection_Ducoqalame.awp?P1=172